# 블라인드 레몬 제퍼슨
블라인드 레몬 제퍼슨(Blind Lemon Jefferson, 1893년 9월 24일 ~ 1929년 12월 19일)은 진정으로 텍사스 블루스의 위대한 창조자이다.
그는 매우 많은 음반녹음(80곡)으로 스크립쳐 송의 역할을 수행함으로써 잉태 중에 있던 음악을 확정했다.
그의 긴장감 넘치는 노래, 텍사스 지역의 특징이 된 기타 스타일, 그리고 전통 노동가들과 강력한 개인적 작곡을 섞은 레퍼토리는 단지 유랑 뮤지션이었던 제퍼슨을 흑인 음반계의 최초의 시골 스타들 중 한명으로 만들어 주었다.
블루스, 컨트리, 로큰롤과 팝에 그의 중요한 영향력이 미쳤다. 그리고 "텍사스 블루스의 아버지"라고도 불린다.

## 생애
블라인드 레몬 제퍼슨은 1893년 9월 24일 텍사스주 코치먼에서 태어났다.
그는 태어날 때부터 맹인이었고 청년시절부터 파티나 무도회장 등에서 음악을 연주하며 일했고 20세가 될 무렵에는 댈러스의 사창가나 술집 등에서 일을 했다.
이렇게 열심히 일을 하는 와중에 그의 명성은 파라마운트까지 알려지면서 그 음반사와 계약을 하게 되었다. 그는 26년부터 레코딩을 하기 시작해 29년까지 무려 80여장이나 되는 음반을 레코딩했다.
그런데 1929년 12월 19일 오전 10시 제퍼슨은 시카고에서 죽었는데, 사망 원인은 밝히지 않았다.
그의 죽음에는 여러 설이 있는데 커피에 독을 넣어 죽은 설, 눈보라가 칠 동안 심장마비로 죽은 설, 사나운 개한테 공격 당해 죽은 설, 혹은 평소에 술을 워낙 좋아해 몸을 돌보지 않고 음악에만 몰두해 죽은 설등 다양하다.